# Souris (Île-du-Prince-Édouard)
Pour les articles homonymes, voir Souris (homonymie).
Souris est une ville située sur l'Île-du-Prince-Édouard, au Canada. Au recensement de 2006, on y a dénombré une population de 1 232 habitants. En 2021, la population était de 1 079 habitants.
Souris est un port dans le Nord-Est du comté de Kings, Île-du-Prince-Édouard. Le village est situé dans une région reconnue pour ses plages et ses pommes de terre, ayant la majorité des usines pour les pommes de terre de la province.

## Histoire
La région a été colonisée par les Acadiens en 1727 et a été nommée Souris à la suite d'invasions de souris aux alentours des années 1750. Aujourd'hui encore, la présence acadienne est perceptible à qui sait reconnaitre la traduction d'anciens noms acadiens et français : les Chiasson sont devenus les Chaisson; les Daigle, Deagle; les Bourque, Burke; les Longue-Épée, Longuaphee; les Pitre, Peters; les Leblanc, White; etc.
Depuis les années 1960, Souris héberge le terminus du traversier inter provincial pour le service des îles de la Madeleine de la province de Québec. Le MV Madeleine est contrôlé par la Coopérative de transport maritime et aérien (CTMA).
Le village compte plusieurs édifices historiques, dont l'édifice Matthew et MacLean, l'édifice des douanes de Souris et du bureau de poste et l'édifice McQuaid.

## Démographie
Souris rassemblait 1 232 habitants, en 2006, contre 1 296 en 1996, soit une baisse de 5 % en dix ans. En 2011, la population de la ville a continué à diminuer jusqu'à 1 173 habitants. Environ 10 % de la population est francophone selon les données de l'organisme gouvernemental Statistiques Canada.
| 1991  | 1996  | 2001  | 2006  | 2011  | 2016  | 2021 |
| ----- | ----- | ----- | ----- | ----- | ----- | ---- |
| 1 333 | 1 296 | 1 248 | 1 232 | 1 173 | 1 053 | 1079 |

## Économie

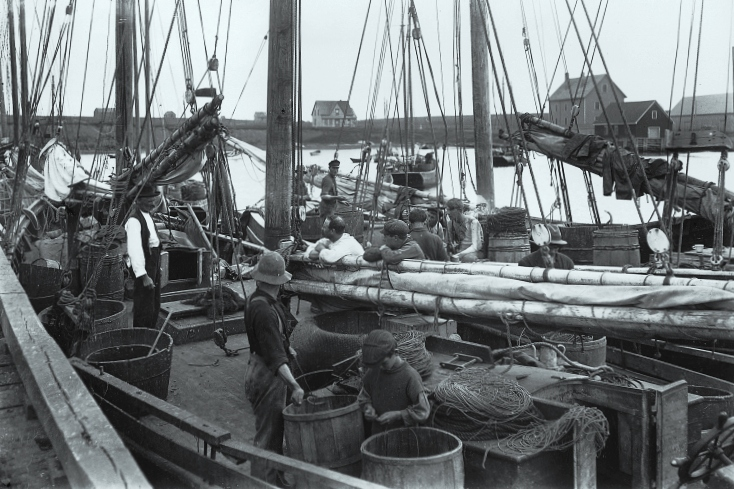
Bateaux de pêche, Souris, 1910.

Après avoir vécu de la construction navale jusqu'à la fin du XIXe siècle, l'économie de Souris est maintenant liée à la pêche (notamment la pêche au homard), l'agriculture et le tourisme.
Le port est également le point d'embarquement pour les Îles-de-la-Madeleine.
Le tourisme représente aussi une part importante de l'économie de cette ville portuaire.
Il y a plusieurs commerces industriels et des magasins. Le village a des banques, des pharmacies, des cafés, des restaurants, des stations service, une épicerie et d'autres marchands indépendants.

## Éducation
Depuis 2011, Souris compte deux écoles desservant une clientèle du jardin d'enfants à la douzième année: une école anglaise et une française. En effet, cette année-là, le gouvernement provincial a entériné une demande de la commission scolaire demandant la démolition de l'école Souris Consolidated et l'amalgation de ses classes de la 1re à la 7e année aux classes de la 8e à la 12e année de l'école secondaire régionale de Souris. La nouvelle entité porte désormais le nom de Souris Regional School (en).
Quant à elle, l'école La-Belle-Cloche est la seule école francophone du comté de Kings. On y enseigne tous les niveaux, du jardin d'enfants à la 12e année, aux enfants d'ayant-droit et aux enfants de parents anglophones ayant choisi de faire instruire leur enfant dans l'autre langue officielle du Canada. On estime qu'environ 10 % de la population de la ville est francophone.
En 2016, le jardin d'enfants de langue anglaise a aménagé dans de nouveaux locaux qui ont pignon sur rue sur l'artère principale de la ville de Souris. Ce déménagement était devenu nécessaire afin de réaménager et agrandir les locaux de l'ancienne école Rollo Bay Consolidated qui deviendra, dès septembre 2017, le site de la nouvelle école française. L'école La-Belle-Cloche est présentement située dans les locaux de l'ancienne école Fortune Consolidated, dans la municipalité de Fortune Bridge.

## Sports
Souris a d'impressionnants atouts sportifs et de forme physique pour sa grosseur. Le village a des terrains pour le soccer, baseball, basketball, rugby, hockey, football, ringuette et autres sports similaires. Il y a plusieurs parcs dans Souris.

## Galerie

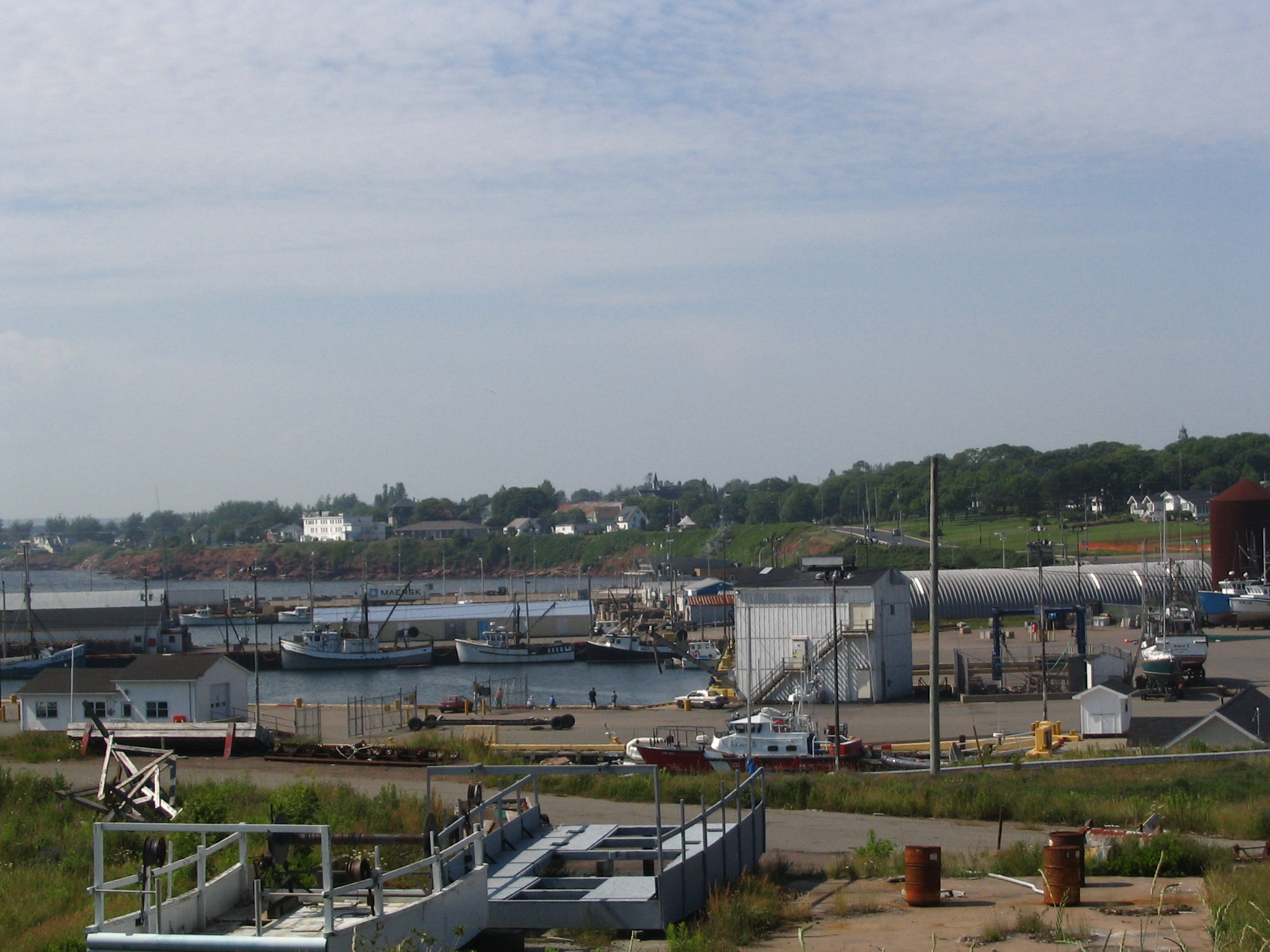
Le port.
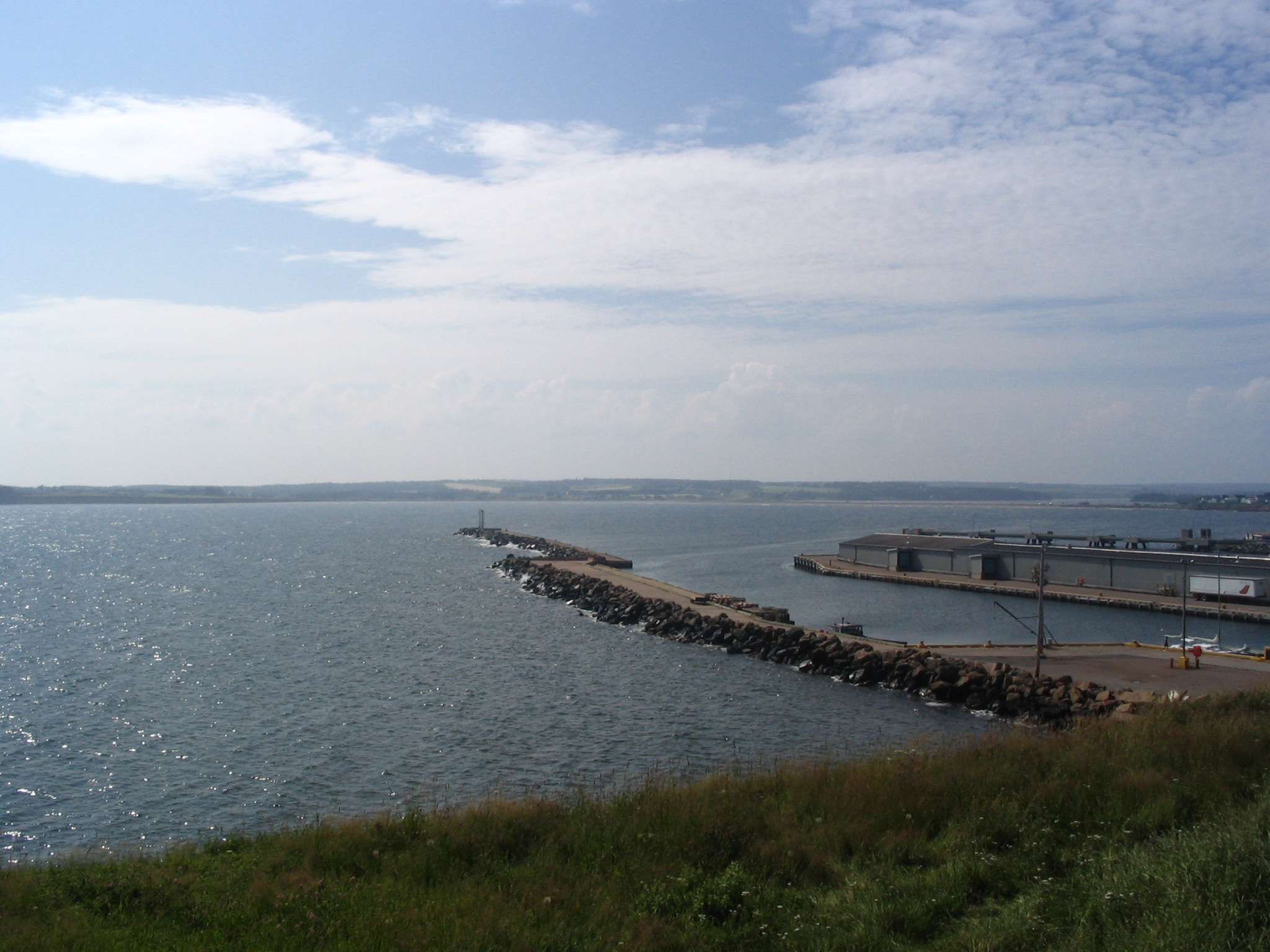
Le terminal du traversier.
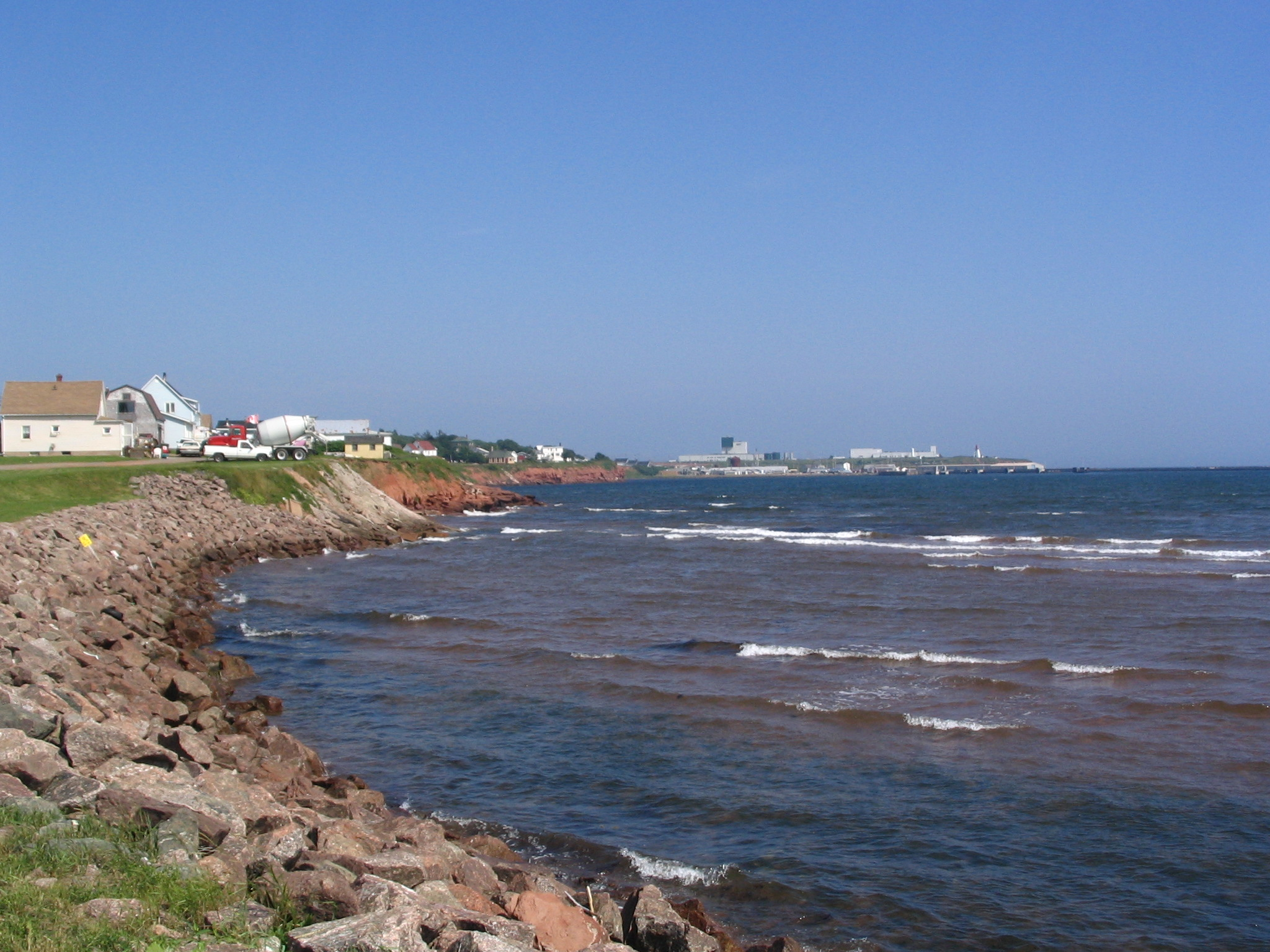
Souris, vue du parc provincial de la plage de Souris.
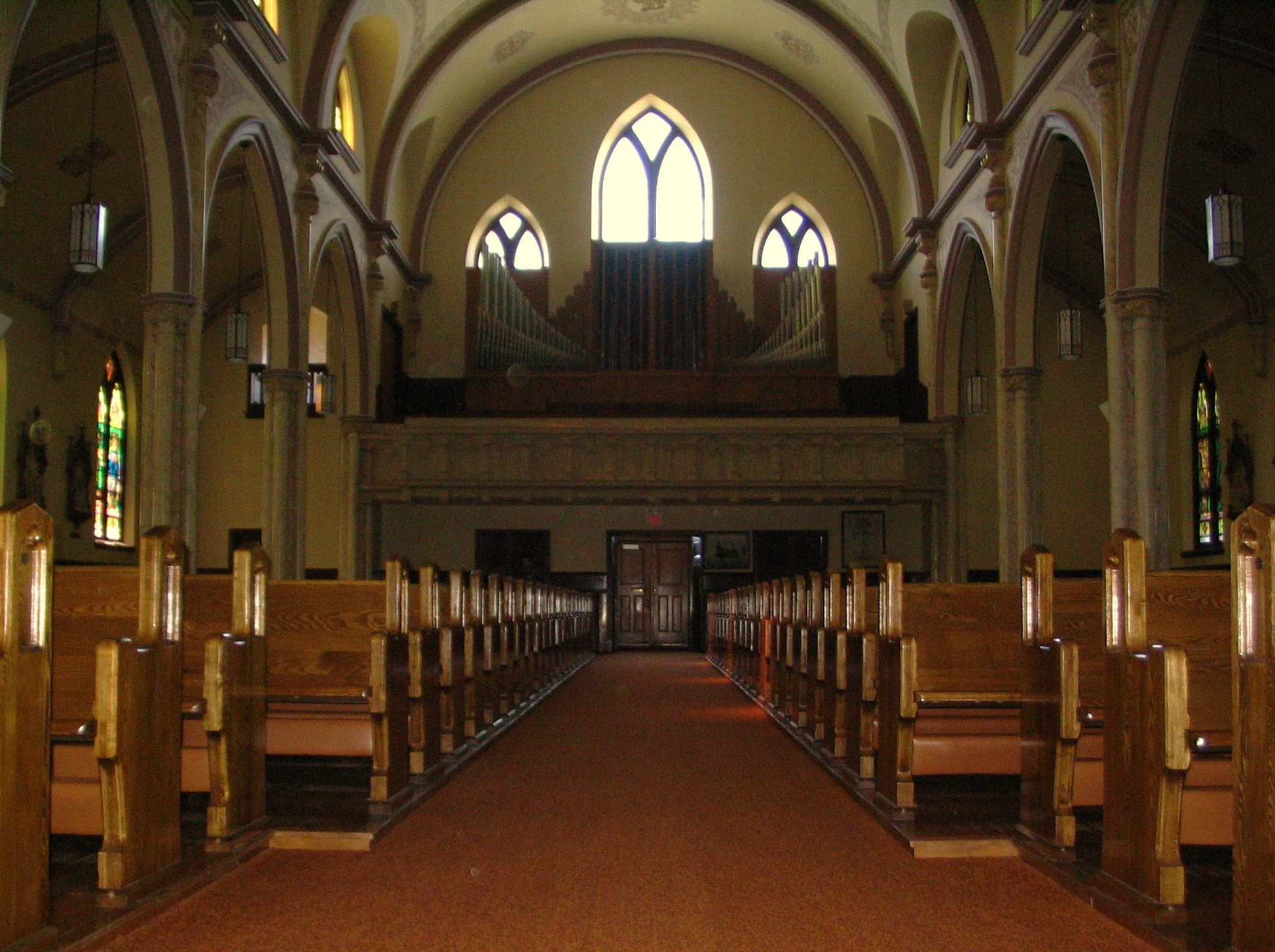
L'intérieur de l'église Sainte-Marie.
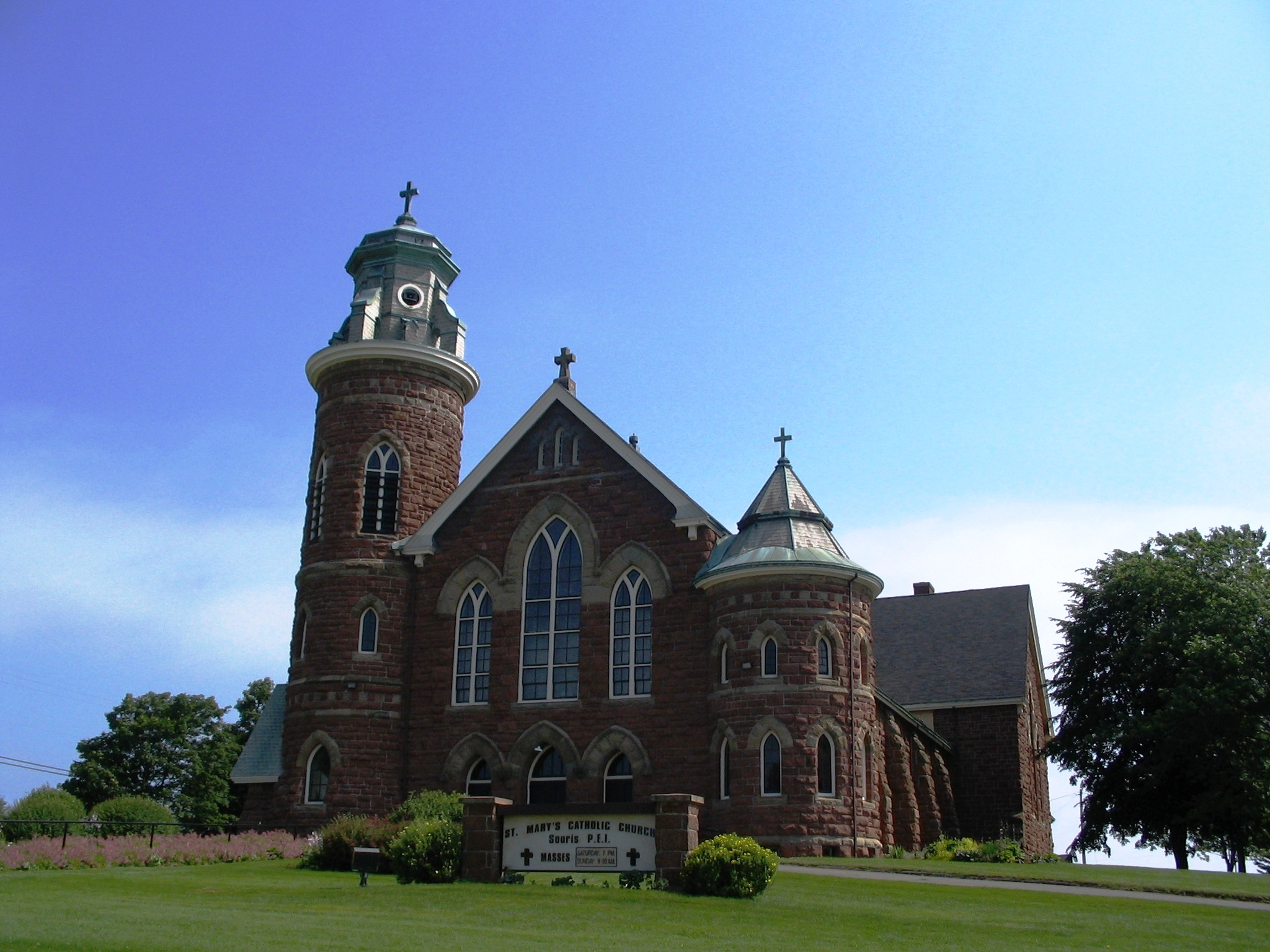
Église paroissiale catholique Sainte-Marie.